# Aegeria aericincta
Aegeria aericincta är en fjärilsart som beskrevs av Edward Meyrick 1928. Aegeria aericincta ingår i släktet Aegeria och familjen glasvingar. Inga underarter finns listade i Catalogue of Life.